# Scoutisme en Guyane
Le Scoutisme en Guyane suit principalement le programme des Scouts et Guides de France (SGdF), mais il existe également des groupes des Éclaireuses Éclaireurs de France. Il est un membre associé de la Région Scoute Interaméricaine de l'Organisation Mondiale du Mouvement Scout. [citation nécessaire]

## Histoire
Le Scoutisme est arrivé en Guyane dans les années 1930. Le premier groupe est fondé par les Scouts de France (SdF) au printemps 1934 à Cayenne, inspiré par les Éclaireurs de France qui ont été lancés quelques années plus tôt par Samuel Chambaud. Ce n'est qu'au milieu des années 1950 qu'un deuxième groupe du Scout de France se forme. En 1958, le mouvement était suffisamment important pour s'organiser dans certaines circonscriptions, mais le Scoutisme en Guyane n'était pas encore vraiment stable. Les années suivantes voient à nouveau la perte de certains groupes.

## Programme
Le programme, les sections, la Loi Scoute et la Promesse du Scoutisme en Guyane française sont les mêmes que dans les organisations correspondantes en France. La Devise scoute est « Sois Prêt » (Soyez prêt) ou « Toujours Prêt » (Toujours préparé) en français, selon l'organisation.
Il y a de légères modifications dans l'uniforme en raison du climat. L'emblème scout intègre des éléments des anciennes armoiries de la Guyane.

## Groupes
Scouts et Guides de France compte cinq groupes en Guyane : trois à Cayenne, un à Cacao (Roura) et un à Matoury[réf. nécessaire].